# Association des établissements cantonaux d’assurance incendie
 (mars 2014).
Si vous disposez d'ouvrages ou d'articles de référence ou si vous connaissez des sites web de qualité traitant du thème abordé ici, merci de compléter l'article en donnant les références utiles à sa vérifiabilité et en les liant à la section « Notes et références ».
En Suisse, l’assurance des habitations et des biens immobiliers contre l’incendie et les risques naturels repose sur un régime public en vigueur dans la plupart des cantons. Ceux-ci détiennent un monopole exercé par des établissements publics : les établissements cantonaux d’assurance des bâtiments (ECA). Ces établissements se sont groupés en 1903 pour former l’Association des établissements cantonaux d’assurance incendie (AEAI), qui joue le rôle de syndicat professionnel, mais aussi de centre de prestations et de services.

## Missions
L’AEAI remplit principalement six missions :
- Défendre les intérêts ECA auprès du public ou des collectivités ;
- Servir d’instrument de concertation entre les ECA mais aussi entre les ECA et leurs partenaires ;
- Étudier en commun les problèmes techniques, financiers et juridiques pour harmoniser la pratique de l’assurance des bâtiments, en particulier pour édicter les prescriptions suisses de protection incendie, applicables dans tout le pays, dans une optique de conformité avec les normes européennes ;
- Informer le public et les professionnels de la sécurité incendie, notamment grâce au répertoire de la protection incendie[1] et au répertoire de la protection contre la grêle[2];
- Organiser et superviser la formation des spécialistes de la sécurité incendie, en qualité d’unique organisme certificateur accrédité par la Confédération dans ce domaine ;
- Mener des opérations de prévention.

## Fondation de prévention des établissements cantonaux d’assurance
En 2003, les établissements cantonaux d’assurance ont créé une fondation pour améliorer la prévention des risques naturels qui menacent les bâtiments. Dotée d’un budget d’un million de francs au maximum, cette fondation concourt au financement de projets de recherche appliquée triés sur le volet.

## Prévenir et assurer
Tout assureur détenant un monopole a naturellement intérêt à mettre en œuvre une politique de prévention des risques qui soit la plus efficace possible. Cette politique, qui vise non seulement la protection des biens, mais encore la sécurité des personnes, fait partie intégrante du modèle commercial des établissements cantonaux d’assurance. Promouvoir cette politique placée sous le slogan « prévenir et assurer » et en souligner le bien-fondé est l’un des grands objectifs poursuivis par l’AEAI.

## Liste des 19 établissements cantonaux d'assurance des bâtiments
- Aargauische Gebäudeversicherung (canton d'Argovie)
- Assekuranz (canton d'Appenzell Rhodes-Extérieures)
- Gebäudeversicherung Bern (de) (canton de Berne)
- Basellandschaftliche Gebäudeversicherung (canton de Bâle-Campagne)
- Gebäudeversicherung des Kantons Basel-Stadt (canton de Bâle-Ville)
- Établissement cantonal d'assurance des bâtiments (canton de Fribourg)
- glarnerSach (canton de Glaris)
- Gebäudeversicherung Graubünden (canton des Grisons)
- Établissement cantonal d’assurance immobilière et de prévention (canton du Jura)
- Gebäudeversicherung Luzern (canton de Lucerne)
- Établissement cantonal d'assurance et de prévention (canton de Neuchâtel)
- Nidwaldner Sachversicherung / Nidwaldner Hilfsfonds (canton de Nidwald)
- Gebäudeversicherungsanstalt des Kantons St. Gallen (canton de Saint-Gall)
- Gebäudeversicherung des Kantons Schaffhausen (canton de Schaffhouse)
- Solothurnische Gebäudeversicherung (canton de Soleure)
- Gebäudeversicherung Thurgau (canton de Thurgovie)
- Établissement d'assurance contre l'incendie et les éléments naturels du canton de Vaud
- Gebäudeversicherung Zug (canton de Zoug)
- Gebäudeversicherung Kanton Zürich (de) (canton de Zurich)